# Paidia cinerascens
Paidia cinerascens är en fjärilsart som beskrevs av Herrich-Schäffer 1847. Paidia cinerascens ingår i släktet Paidia och familjen björnspinnare. Inga underarter finns listade i Catalogue of Life.